# 대한민국 제6대 대통령 선거 신민당 후보 선출
대한민국 제6대 대통령 선거 신민당 후보 선출은 1967년 대통령 선거에서 야권의 대통령 후보를 선출한 것을 말한다.
1967년 2월 7일, 윤보선 전 대통령이 단일 야당 신민당의 대선 후보로 추대되어 4년만에 박정희 대통령과 재대결이 성사되었다.

## 개요
제3공화국 초기 야권은 민정당, 민주당, 국민의당, 자유민주당 등 4개 정당으로 분열되어 있었다. 그 결과 야권은 1963년 제5대 대통령 선거과 제6대 국회의원 선거에서 참패하였고, 야권 내에서는 통합에 대한 여론이 나날이 높아져 갔다. 결국 자유민주당이 민정당에, 국민의당이 민주당에 각각 흡수 합당된 것에 이어 1965년 6월 14일 민정당과 민주당이 민중당으로 합당하며 야권 통합은 실현을 보게 되었다.
그러나 이같이 어렵게 출범한 단일 야당은 창당 1년이 채 안 되어 재분열하였다. 합당 이후 윤보선 전 대통령을 중심으로 한 민정당계와 박순천 대표최고위원을 중심으로 한 민주당계는 끝없는 계파 갈등과 노선에 대한 논쟁으로 부딪히고 있었다.
결국 당 지도부의 온건 야당 노선에 반발한 민정당계 일부 세력이 선명 야당을 주장하며 탈당함으로써 민중당은 분열되었다. 이들은 3월 30일 신한당 창당대회를 개최하고 윤보선 전 대통령을 당 총재 및 제6대 대통령 후보로 공식 추대하였으며, 윤보선 전 대통령은 4월 8일 이를 수락하였다.
민중당은 윤보선의 탈당 이후 유력 대권 주자가 없어 고심하다가, 유진오 전 고려대 총장을 영입하기로 했다. 1966년 10월 22일 민중당은 전당대회를 열고 대통령 후보 지명 투표를 진행, 재적 대의원 1,187 중 1,048명이 투표한 결과 872표를 득표한 유진오 후보를 공식 선출하였다.
그러나 윤보선과 유진오가 둘 다 나서 야권이 분열될 경우 참패를 면치 못할 것이라는 판단 하에 신한당과 민중당은 다시 통합을 모색하게 된다.
민중당과 신한당은 끈질기게 협상을 벌인 끝에 1월 30일 재합당하기로 합의했다. 1967년 2월 7일, 민중당과 신한당은 재합당하고 신민당으로 창당, 윤보선을 대통령 후보, 유진오를 당 대표로 추대하였다.

## 같이 보기
- 대한민국 제6대 대통령 선거